# Friedrich Wilhelm Ziegler

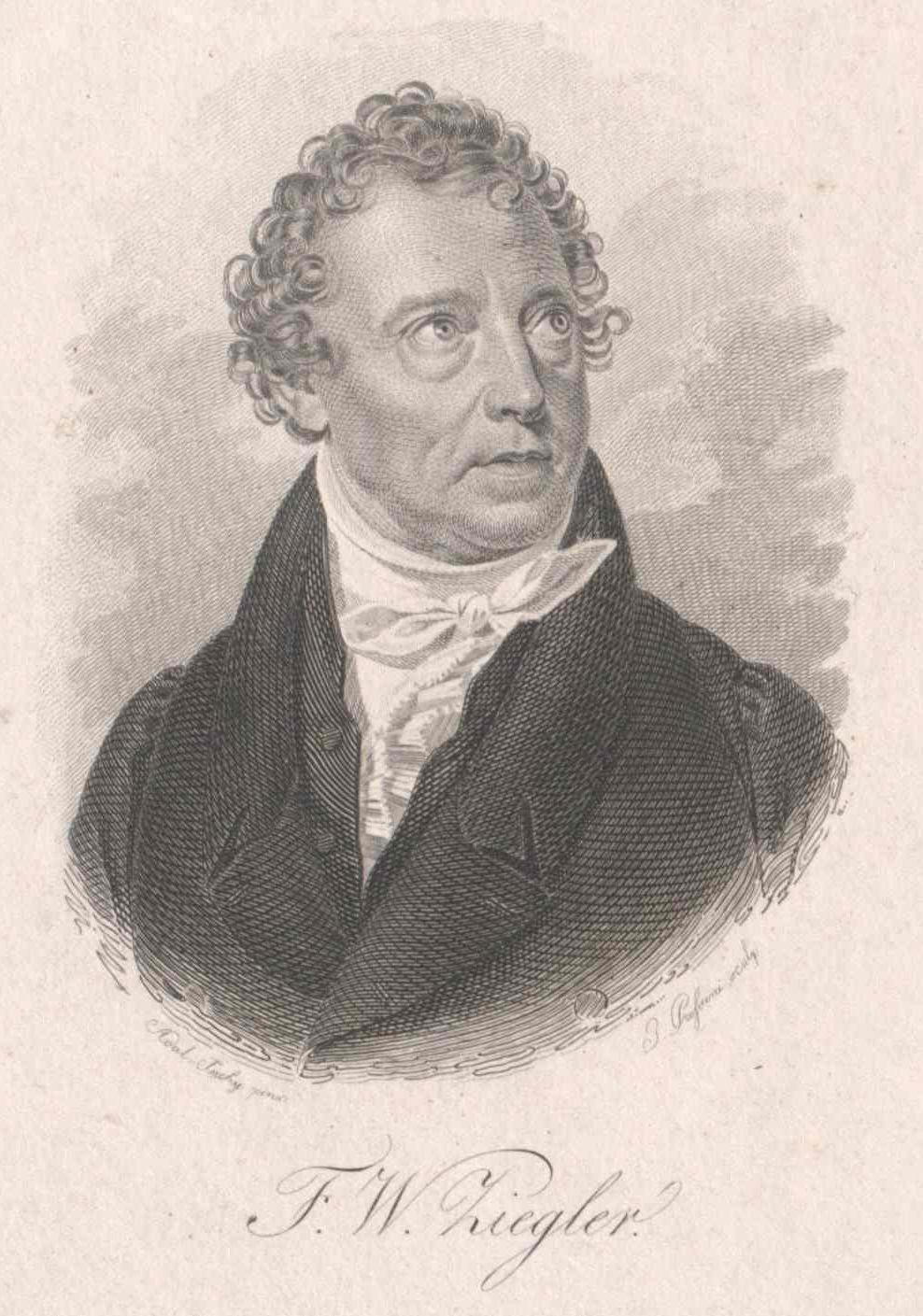
Friedrich Wilhelm Ziegler

Friedrich Wilhelm Ziegler (* 1758 in Braunschweig; † 21. September 1827 in Wien) war ein deutscher Schauspieler und Dramatiker.

## Leben
Ziegler wurde 1778 in Hamm Schauspieler bei Neuheil, mit dem er nach Wien ging. Dort erregte er die Aufmerksamkeit Kaiser Josephs II., der 1781 anordnete, ihn am Burgtheater (ab 1794 Hoftheater) anzustellen. Dieser Bühne gehörte er, ein Tagesengagement in Mainz ausgenommen, bis zu seiner Pensionierung (1822), zuletzt als Theaterkonsulent, an. Er war überwiegend als Helden-, Tyrannen- und Charakterdarsteller aktiv, erhob sich aber nie über die Mittelmäßigkeit.
Als Bühnendichter wetteiferte Ziegler mit August Wilhelm Iffland und August von Kotzebue und verfasste rund 50 Lust- und Theaterspiele. Besonderen Beifall fanden das rührende, viel gegebene Schauspiel Parteiwut (1813) und die Lustspiele Der Hausdoktor (1798), Liebhaber und Nebenbuhler in Einer Person und Die vier Temperamente (1823), die ebenso geschickt angelegt wie gewandt ausgeführt sind. Seine Sämtlichen dramatischen Werke erschienen in Wien 1824, 13 Bände.; 2. Ausgabe 1838. Seine Werke waren nach Meinung von Albert Lortzing „ohne literarischen Wert“, fanden aber „dank der geschickten Theatermache und den guten Rollen allgemeine Verbreitung fanden“. Andere Quellen berichten, dass er zu seiner Zeit zu den gefeierten dramatischen Dichtern gehörte. Der Literaturhistoriker Wolfgang Menzel urteilte: „Obgleich er nur zu den Dichtern zweiten Ranges zu zählen ist, unterscheidet er sich doch zu feinem Vortheil durch eine edle Wärme für das Natürliche und für die Tugend. Er macht den Uebergang von Iffland zu Shiller.“
„Friedrich Wilhelm Ziegler, pens. k. k. Hofschauspieler“, starb am 21. September 1827 im Alter von 68 Jahren im k. k. allgemeinen Krankenhaus am Alsergrund Nr. 195 „an der Bauchwassersucht“.

## Werke (Auswahl)
- 28. September 1790: Liebhaber und Nebenbuhler in einer Person, oder Der Waffenschmidt von Worms. Uraufführung am Wiener Burgtheater; auf diesem Theaterstück basiert die Oper Der Waffenschmied von Albert Lortzing, zunächst in einer Version in zwei Akten 1797 uraufgeführt.[3]
  - Liebhaber und Nebenbuhler in einer Person. Neuauflage, J. B. Wallishausen, Wien 1834 (archive.org).
- 1800: Weltton und Herzensgüte. Ein Familiengemälde in 4 Aufzügen (archive.org).
- 1801: Die Mohrin. Schauspiel in 4 Aufzügen.
- Hamlet’s Character, nach psychologischen und physiologischen Grundsätzen; durch alle Gefühle und Leidenschaften zergliedert. Wappier, Wien 1803.
- Fürstengrösse. Ein vaterländisches Schauspiel in fünf Aufzügen. J. B. Wallishausser, Wien 1804 (archive.org).
- 1807: Der Machtspruch. Original-Trauerspiel in fünf Aufzügen.[6]
- 1813: Partheyenwuth, oder: Die Kraft des Glaubens. Großes Schauspiel in 5 Aufzügen.
- Der Brudermörder wider Willen. Ein original Trauerspiel in vier Aufzügen. Jenisch und Stageschen Buchhandlung, Augsburg 1822 (archive.org).
- Der innere und äussere Mensch, in Beziehung auf die bildenden Künste, besonders auf die Schauspielkunst. 2 Teile, Wien 1825 (books.google.de).